# Liste der Bodendenkmale in Leuna
In der Liste der Bodendenkmale in Leuna sind alle Bodendenkmale der Stadt Leuna und ihrer Ortsteile aufgelistet. Grundlage ist die Veröffentlichung der Landesdenkmalliste mit Stand vom 25. Februar 2016.  Die Baudenkmale sind in der Liste der Kulturdenkmale in Leuna aufgeführt.
| Denkmal-ID | Fundart             | Ortsteil   | Bezeichnung                | Zeitstellung | Lage | Bemerkungen | Bild                   |
| ---------- | ------------------- | ---------- | -------------------------- | ------------ | --- | --- | ---------------------- |
| 428300091  | Grabmal > Grabhügel | Rössen     | Grabhügel „Rössener Hügel“ | Neolithikum  | südlicher Ortsrand, an der Eisenbahn (Lage)                                                                                            | großer, deutlich zu erkennender Grabhügel, nach Ausgrabungen (1918/25) rekonstruiert                                                                                                | Rössener Hügel         |
| 428300090  | Befestigung > Wall  | Rössen     | Befestigung, Burgwall      | Neolithikum  | südlicher Ortsrand, an der Eisenbahn (Lage)                                                                                            | im Areal des heutigen Friedhofs (an der Nikolaikirche) |                        |
| 428300077  | Befestigung > Burg  | Horburg    | Wasserburg                 | Mittelalter  | nordwestlicher Ortsrand Köschlitz, Ortsteil Horburg (Lage)                                                                             | Das Areal wurde 1996 von einer Nutzergemeinschaft erworben, die Gutsgebäude werden oder sind bereits saniert. Die Brücke von Insel (Wasserburg) ist zerstört (bis auf Stahlträger). |                        |
| 428300228  | besonderer Stein    | Leuna      | Bauernstein                | undatiert    | im Ort auf dem zentralen Dorfplatz, unter einer Kastanie, vor dem Haus Nr. 11 ()                                                       | Gruppe von neun Steinblöcken, wohl zusammengetragen |                        |
| 428300229  | besonderer Stein    | Daspig     | Bauernstein                | Mittelalter  | im Ort auf dem zentralen Dorfplatz (Lage)                                                                                              | Kein Bauernstein vor Ort, nach Aussage der Anwohner bisher nur in Göhlitzsch ein Bauernstein                                                                                        |                        |
| 428300288  | besonderer Stein    | Göhlitzsch | Bauernstein Göhlitzsch     | undatiert    | nahe der Kirche (Lage) | | Bauernstein Göhlitzsch |
| 428300287  | Befestigung         | Kötzschau  | Befestigung, Rittergut     | Mittelalter  | im Ort (Lage) | kein Zugang zum Gelände |                        |
| 428300101  | Befestigung > Burg  | Zöschen    | Wasserburg „Attnitzberg“   | Mittelalter  | 3,0 km nördlich vom Ort, im Vorfeld des Braunkohletagebaus – Elsteraue (zwischen Elster und Raßnitzer See (ehemaliger Tagebau)) (Lage) | Ausgrabungen von 1982–1989, im Südwesten anschließendes Gräberfeld, gegraben zuletzt 1988/89                                                                                        |                        |
| 428300072  | Befestigung > Burg  | Dölkau     | Wasserburg „Insel“         | Mittelalter  | nördlicher Ortsrand Zweimen, Ortsteil Dölkau (Lage)                                                                                    | Insel hat keinen Zugang – vom östlichen Ufer des Schlossteichs ca. 15 m entfernt |                        |